# Галіфакс (Англія)
Галіфакс (англ. Halifax) — місто в Англії, у графстві Вест-Йоркшир. Адміністративний центр метрополітенського району Колдердейл.
Населення міста — 82 тис. жителів (2001). Починаючи з XV століття місто відоме виробництвом хутра. Назва міста походить від древньоанглійських слів holy (святий) і face (обличчя), оскільки, за тутешньою легендою, після страти Іоанна Хрестителя його голова була похована в цій місцевості.
Галіфакс — рідне місто для таких відомих гуртів в індустрії метал-музики, як «Paradise Lost» і «MDB». Місце народження відомого співака Еда Ширана.

## Міста-побратими
- Ахен